# Wahlbezirk Tirol 12
Der Wahlbezirk Tirol 12 war ein Wahlkreis für die Wahlen zum Abgeordnetenhaus im österreichischen Kronland Tirol. Der Wahlbezirk wurde 1907 mit der Einführung der Reichsratswahlordnung geschaffen und bestand bis zum Zusammenbruch der Habsburgermonarchie.

## Geschichte
Nachdem der Reichsrat im Herbst 1906 das allgemeine, gleiche, geheime und direkte Männerwahlrecht beschlossen hatte, wurde mit 26. Jänner 1907 die große Wahlrechtsreform durch Sanktionierung von Kaiser Franz Joseph I. gültig. Mit der neuen Reichsratswahlordnung schuf man insgesamt 516 Wahlbezirke, wobei mit Ausnahme Galiziens in jedem Wahlbezirk ein Abgeordneter im Zuge der Reichsratswahl gewählt wurde. Der Abgeordnete musst sich dabei im ersten Wahlgang oder in einer Stichwahl mit absoluter Mehrheit durchsetzen. Der Wahlkreis Tirol 12 umfasste die Gerichtsbezirke Imst, Landeck, Ried, Nauders ohne die zum Wahlbezirk 3 gehörenden Städte Imst und Landeck.
Aus der Reichsratswahl 1907 ging Josef Siegele (Christlichsoziale Partei) als Sieger nach Stichwahl hervor. Siegele konnte sein Mandat bei der Reichsratswahl 1911 verteidigen. Siegele konnte bei seinen Wahlsiegen jeweils mehr als 60 Prozent der Stimmen für die Christlichsoziale Partei erobern, zweitstärkste Partei im Wahlbezirk war die Konservative Partei mit jeweils etwas mehr als einem Drittel der Stimmen. Die Sozialdemokraten konnten in dieser Region hingegen nur jeweils ein paar Dutzend Stimmen gewinnen.

## Wahlen

### Reichsratswahl 1907
Die Reichsratswahl 1907 wurde am 14. Mai 1907 (erster Wahlgang) durchgeführt. Eine Stichwahl entfiel auf Grund der absoluten Mehrheit von Siegele im ersten Wahlgang.

#### Gesamtergebnis
| Kandidat                                                                    | Partei                             | Wahlkreisstimmen | Prozent |
| --------------------------------------------------------------------------- | ---------------------------------- | ---------------- | ------- |
| Josef Siegele                                                               | Christlichsoziale Partei           | 3775             | 62,2 %  |
| Alois Haueis                                                                | Konservative Partei                | 2219             | 36,6 %  |
| Josef Wimmler                                                               | Sozialdemokratische Arbeiterpartei | 53               | 0,9 %   |
| Sonstige                                                                    |                                    | 20               | 0,3 %   |
| Wahlberechtigte: 6958, Ungültige/Leere Stimmen: 61, Wahlbeteiligung: 88,1 % |                                    |                  |         |

#### Wahlergebnis nach Gerichtsbezirken
| Gerichtsbezirke | Siegele | Haueis | Müllner | Sonstige |
| --------------- | ------- | ------ | ------- | -------- |
| Imst            | 61,4 %  | 38,1 % | 0,2 %   | 0,3 %    |
| Landeck         | 45,4 %  | 52,4 % | 2,0 %   | 0,2 %    |
| Ried            | 69,2 %  | 30,3 % | 0,0 %   | 0,6 %    |
| Nauders         | 90,7 %  | 8,7 %  | 0,1 %   | 0,5 %    |

### Reichsratswahl 1911
Die Reichsratswahl 1911 wurde am 13. Juni 1911 (erster Wahlgang) durchgeführt. Die Stichwahl entfiel auf Grund der absoluten Mehrheit von Siegele im ersten Wahlgang.

#### Gesamtergebnis
| Kandidat                                                                     | Partei                             | Wahlkreisstimmen | Prozent |
| ---------------------------------------------------------------------------- | ---------------------------------- | ---------------- | ------- |
| Josef Siegele                                                                | Christlichsoziale Partei           | 3355             | 64,2 %  |
| Alois Haueis                                                                 | Konservative Partei                | 1793             | 34,3 %  |
| Hans Müllner                                                                 | Sozialdemokratische Arbeiterpartei | 69               | 1,3 %   |
| Sonstige                                                                     |                                    | 10               | 0,3 %   |
| Wahlberechtigte: 6803, Ungültige/Leere Stimmen: 105, Wahlbeteiligung: 78,4 % |                                    |                  |         |

#### Wahlergebnis nach Gerichtsbezirken
| Gerichtsbezirke | Siegele | Haueis | Wimmler | Sonstige |
| --------------- | ------- | ------ | ------- | -------- |
| Imst            | 60,3 %  | 39,4 % | 0,3 %   | 0,0 %    |
| Landeck         | 51,6 %  | 45,1 % | 3,0 %   | 0,3 %    |
| Ried            | 68,5 %  | 31,3 % | 0,0 %   | 0,3 %    |
| Nauders         | 92,9 %  | 6,7 %  | 0,2 %   | 0,2 %    |